# CAIRP
El Centro Argentino para la Investigación y Refutación de la Pseudociencia (CAIRP) fue la primera organización latinoamericana sin fines de lucro que surgió a semejanza del por entonces llamado Committee for the Scientific Investigation of Claims of the Paranormal (CSICOP, actual CSI), la principal organización escéptica del mundo con sede en Buffalo (N.Y., EE. UU.).
EL CAIRP se convirtió en la primera organización argentina dedicada a difundir una mirada crítica de la pseudociencia incorporada en la nómina del CSICOP. El grupo, activo entre 1990 y 1999, editó hasta 1997 una publicación trimestral, El Ojo Escéptico. Sus integrantes fueron regularmente convocados por los medios para mostrar “la otra cara de la moneda” de la pseudociencia y exponer y promover el pensamiento crítico.
Después de unos años, la institución se transformó en Fundación CAIRP y concluyó su actividad en 1999.

## Inicios
La idea de formar el CAIRP surgió a fines de 1989 a partir de una conversación telefónica entre Enrique Márquez y un suscriptor argentino del Skeptical Inquirer (S.I.), publicación oficial del CSICOP. Ambos convinieron en convocar a amigos de su entorno que podrían estar interesados en formar un grupo dedicado a desmitificar la pseudociencia. A fines de febrero de 1990 se concretó la primera reunión, a la que se sumaron Alejandro Borgo, Enrique Carpinetti (Kartis), Naum Kreiman, Rudyard Magaldi, Enrique Peralta (Marduk) y Benjamín Santos Pedrotti. 
En sucesivos encuentros se fueron planificando los objetivos del proyecto, tomando como base y adaptando los lineamientos generales de una guía práctica elaborada por el CSICOP para formar un grupo escéptico local. Conforme a esto se convocó a otros suscriptores del S.I. y también se fueron sumando otros integrantes y colaboradores (Carlos Colombo, Aldo Slepetis, Alejandro Agostinelli, Ellen Popper, Orlando Liguori, Heriberto Janosch, Pablo Top, Violeta López Gasparri, Enrique Pereira de Lucena, Mariano Moldes, Roberto Amitrano, Max Seifert, Arturo Belda, Rosana Olivieri, Francisco Bosch, Virgilio Di Pelino, Gustavo Contarelli, Claudio Ramírez, Omar Oyarzo, Rodrigo Ventura, Marcelo Slulitel (Merpin), consultores (Mario Bunge, Gregorio Klimovsky, Fernando Saraví, Ernesto Gil Deza, César Cabral, Daniel De Cinti, Roger Culver, Philip Ianna, Alfredo Silleta, Juan José Sebreli, Alejandro Turek, Fernando Colomb, Rubén Ardila, Raúl Serroni Copello, Antonio Cornejo, Claudio Benski, Juan Azcoaga, Pablo Capanna, Juan Forte, Alan March, Fernando Novas), miembros honoríficos (Carl Sagan, Martin Gardner, Henri Broch), y tres representantes en otros puntos del país: Richard Branham (Mendoza), Iván Tiranti (Córdoba) y Celso Aldao (Mar del Plata).  
La integración de profesionales de diferentes disciplinas (astronomía, medicina, psicología, física, metodología, epistemología, abogacía, etc.), permitió forjar un sólido equipo dispuesto a enfrentar a la pseudociencia en los medios.
“Yo siempre quise hacer algo como el CAIRP. Cuando volví después de muchos años a la Argentina en 1985 traía un proyecto de estatutos para crear una sociedad para criticar las pseudociencias, pero no pasó nada. Los muchachos del CAIRP lo hicieron, me propusieron participar y dije que sí. La pseudociencia es macaneo, fantasía que se hace pasar por ciencia. En estas instituciones siempre hay científicos y magos, porque el científico actúa de buena fe, pero estos tipos que viven a costillas del público hacen trucos que un científico de buena fe no va a descubrir. Pero un mago profesional sí”, recuerda Mario Bunge

## Publicaciones
En 1991, el CAIRP, presidido por Enrique Márquez, comenzó a publicar la revista El Ojo
Escéptico, con Alejandro Borgo como director y Alejandro Agostinelli como Asesor Editorial. Sus primeros números tuvieron formato tabloide y los titulares fueron una parodia de la prensa sensacionalista. Entre 1991 y 1997 fueron publicados 16 números.
También hacían circular boletines internos entre los miembros adherentes, listados con
bibliografía especializada y videos con las participaciones de sus integrantes en 
programas televisivos y conferencias.

## Contexto y actividades
El CAIRP surgió a comienzos de los 90, en pleno auge de la New Age en la Argentina.
Las pseudociencias que se difundían por los medios eran las llamadas Medicinas
Alternativas (homeopatía, terapias florales, acupuntura, etc.), Curanderismo (imposición
de manos, cirugías psíquicas, etc.), Astrología (sidérea, china, horoscópica, etc.), Mancias
(tarot, videncia, quiromancia, etc.), Control Mental, Programación Neurolingüística,
variados elementos místicos curativos (cristales, pirámides, etc.), Ovnis y nueva
religiones asociadas a la creencia en visitas extraterrestres.
“Antes del CAIRP, los medios solo eran promotores de lo paranormal. Prácticamente no
había una alternativa científica”, explicó Alejandro Agostinelli.
Los integrantes del equipo comenzaron a dar conferencias con el propósito de alentar la
investigación crítica de lo paranormal y responder a las afirmaciones pseudocientíficas.
Facilitaron especialistas para que el público tuviera un panorama más equilibrado, o al
menos supiera que existían argumentos científicos que explicaban los supuestos
fenómenos paranormales o extraordinarios. En los casos que se detectaba fraude, fue
decisivo el rol de los varios ilusionistas que conformaban el equipo.
También participaron en el asesoramiento de dos frustrados proyectos legislativos para
regular la actividad de diferentes charlatanes.
En aquel tiempo Internet no existía y no era fácil obtener información crítica. Por eso fue
importante El Ojo Escéptico y la presencia de sus integrantes en grandes medios de
difusión, que comenzaron a ser convocados por medios radiales, gráficos y televisivos
cada vez que surgían noticias de avistamientos de ovnis, casas embrujadas o aparecían
perjudicados por terapeutas alternativos.
1. ↑  «Committee for the Scientific Investigation of Claims of the Paranormal (CSICOP) | Encyclopedia.com». www.encyclopedia.com. Consultado el 11 de marzo de 2022.
2. ↑  «Refutadores: No queda truco en pie». La Nación. 10 de septiembre de 2000. Consultado el 8 de marzo de 2022.
3. ↑  «A 30 años de la publicación de El Ojo Escéptico 02/03/2021». Archivado desde el original el 9 de marzo de 2022. Consultado el 9 de marzo de 2022.
4. ↑  «UNSAM.Catálogo hemeroteca CeDInCI».
5. ↑  Aldao, Celso (2016). «Experiencias de un científico en el mundo paranormal». Ciencia e investigación 16 (3): 18.

- Datos: Q30916644